# Сокольничий
Соко́льничий  — один из старинных чинов княжеского двора, стоявший во главе соколиной охоты, а иногда и всех учреждений военно-княжеской охоты (должность сокольничего почти всегда соединялась с должностью ловчего).

## Описание
В боярских книгах сокольничий Жукола (Жуков) Иван впервые упоминается в 1550 году, но есть в актах указание на сокольничих и в 1503 году. В сокольничие назначались обыкновенно люди именитые, но затем возвышавшиеся до окольничих и даже бояр. Последним сокольничим был Г. Г. Пушкин. С 1606 года не встречается более назначения на эту должность.
Ведомство соколиной охоты распределялось между рядовыми сокольниками, начальным и подсокольничим. Были ещё помощники сокольников, называвшиеся сокольничьими поддатнями. Царь Алексей Михайлович, большой любитель соколиной охоты, сочинил торжественный обряд возведения рядовых сокольников в начальные, занимающий большую часть написанного при нём «Урядника, или нового уложения и устроения сокольнича пути», снабжённого собственноручными заметками. Конец «Урядника» содержит роспись лицам, кому «следует которых птиц держать»: 101 кречет и сокол московского потешного двора были розданы 49 рядовым сокольникам, делившимся на пять статей (статьи назывались по первому рядовому сокольнику). Все, даже рядовые сокольники, награждались поместьями и имели свои вотчины и крестьян. Котошихин в потешном соколином дворе под Москвой насчитывал 100 сокольников, да столько же по городам, где они занимались ловлей птиц. Сохранилась грамота московского великого князя переяславским сокольникам (1507 года), которой он освобождал их от суда и ведомства переяславского наместника и от всяких повинностей, кроме яма, городового дела и посошной службы, подчинял непосредственно своему суду и «за соколы» облагал оброком «полтора рубля в год».
| |                                                                    |                                                                               | | |
| Александр Литовченко. «Итальянский посланник Кальвуччи рисует любимых соколов царя Алексея Михайловича». | Н. С. Самокиш, «Сокольничий» (иллюстрация к первому тому «Охоты»). | Интерьерная композиция «Царская охота». Сокольничий. Ювелирный дом Моисейкин. | Генерал-майор Николай Иванович Кутепов, заведующий хозяйством Императорской охоты, в одеждах рядового сокольника царя Алексея Михайловича. | Настоящий среднеазиатский сокольничий из фотоальбома Александра Людвиговича Куна. Ташкент, Туркестанский край |